# Basílica de Santa María (Gdansk)
La basilica de santa María(en alemán Marienkirche) es la iglesia católica más grande de Polonia y la iglesia de ladrillo más grande del mundo. Tiene una longitud de 105 m y una anchura de 66 m. El altar mayor de la iglesia es un altar políptico gótico que data de entre 1511-1517 y fue elaborado por el artesano Miguel de Augsburgo. El célebre reloj astronómico de la iglesia, de una altura de más de 14 m, fue obra de Hans Düringer entre 1464-1470. Es concatedral de la arquidiócesis de Gdansk.
Después de la reforma protestante la iglesia inicialmente fue utilizada de forma alternativa por católicos y luteranos, y más tarde por los luteranos de forma exclusiva. Hasta el año 1945 fue la iglesia luterana más grande del mundo. Tras la expulsión de los alemanes de Gdansk la iglesia pasó a manos polacas como iglesia romano-católica.
En la iglesia se halla la  tumba del poeta Martin Opitz, que trabajó durante un tiempo en Alba Iulia.

## Galería de imágenes

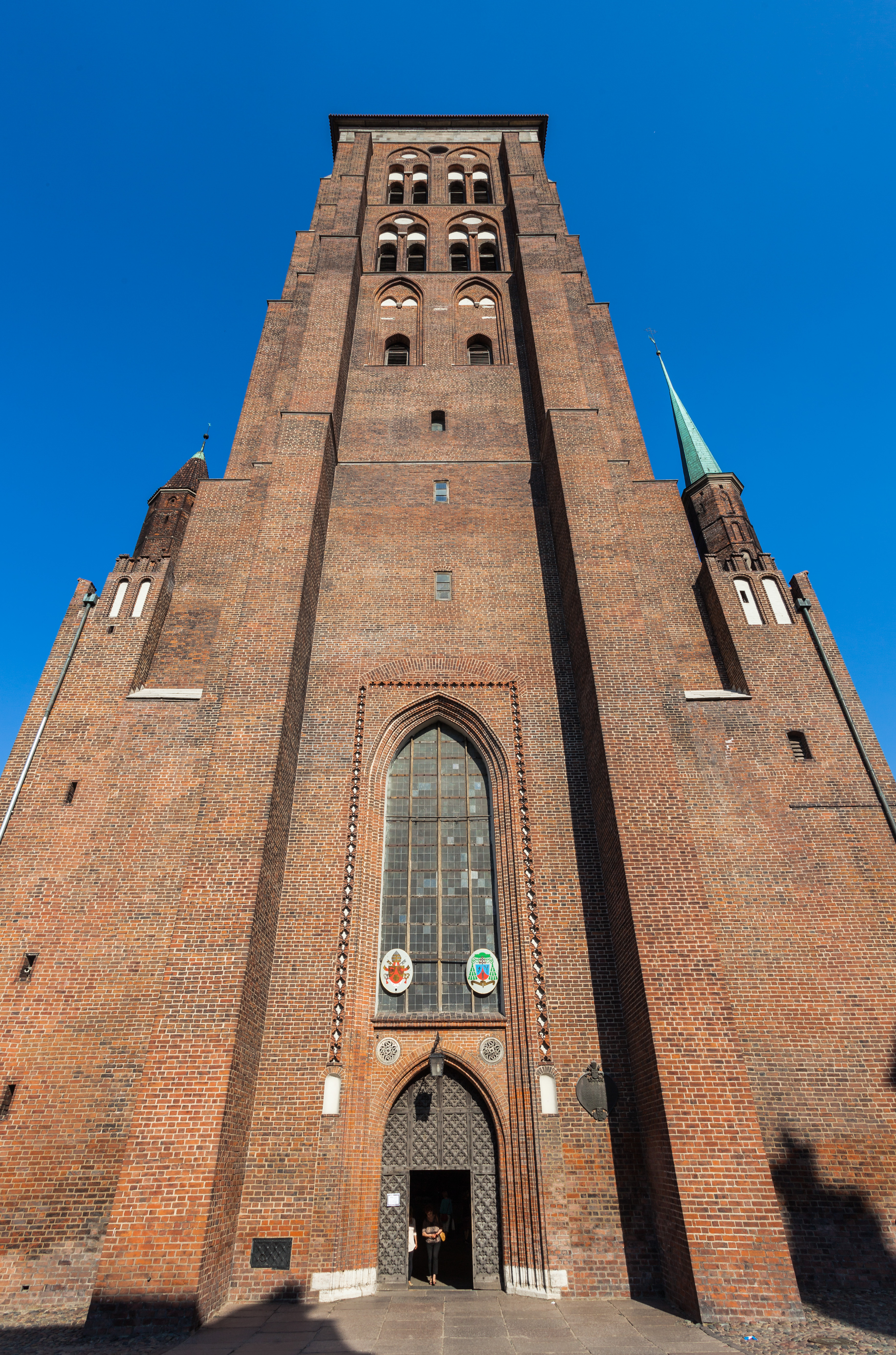
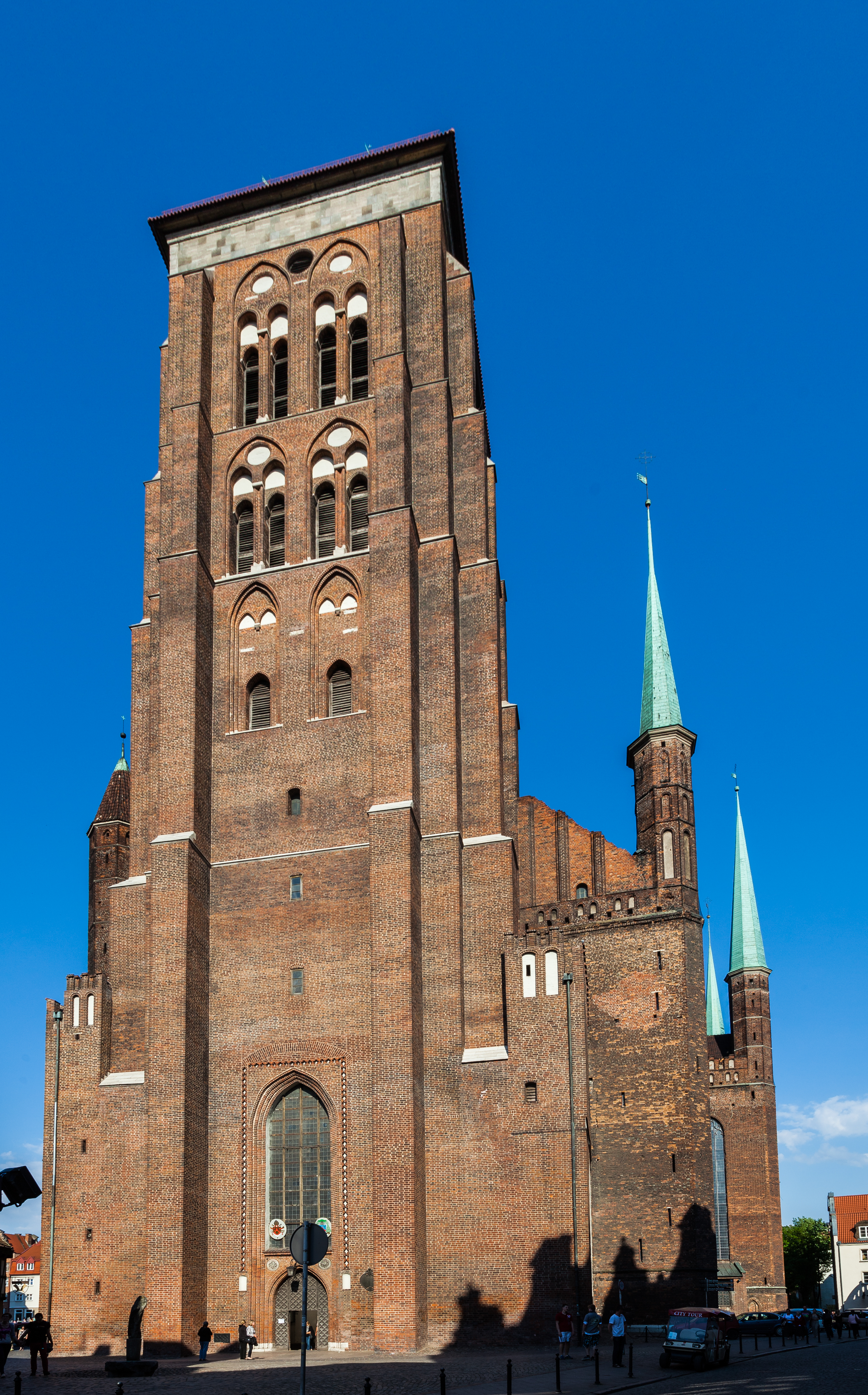
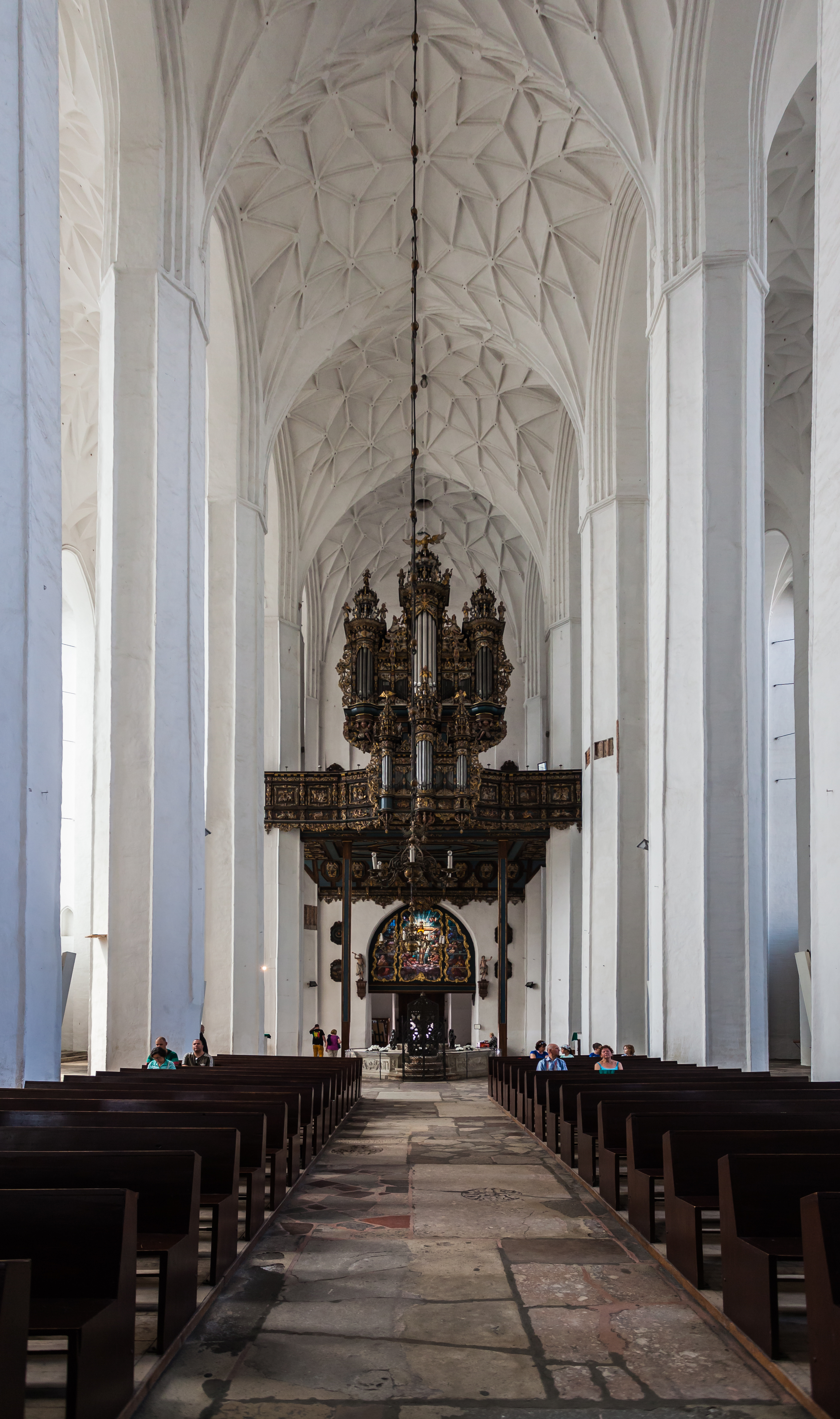
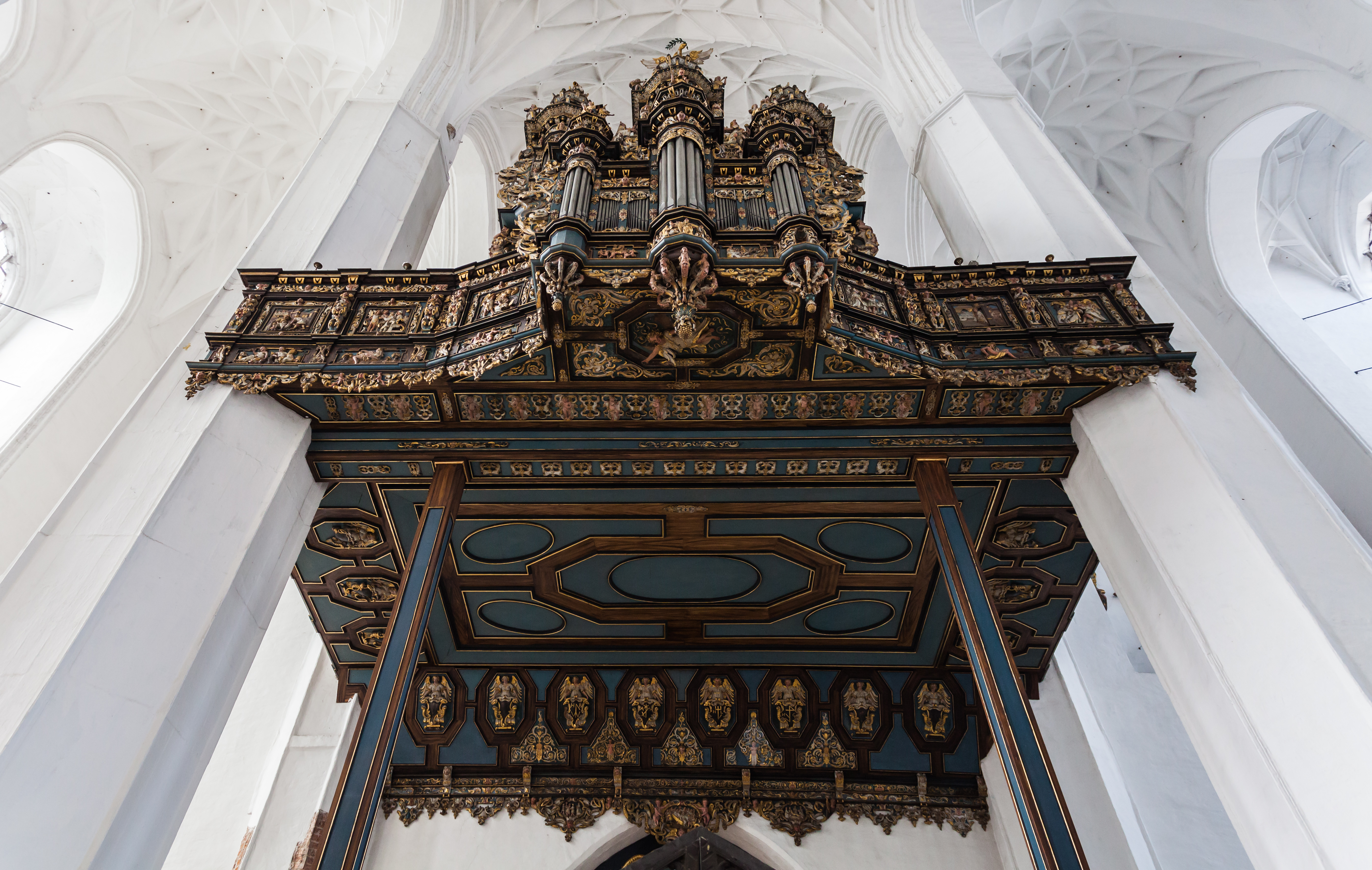
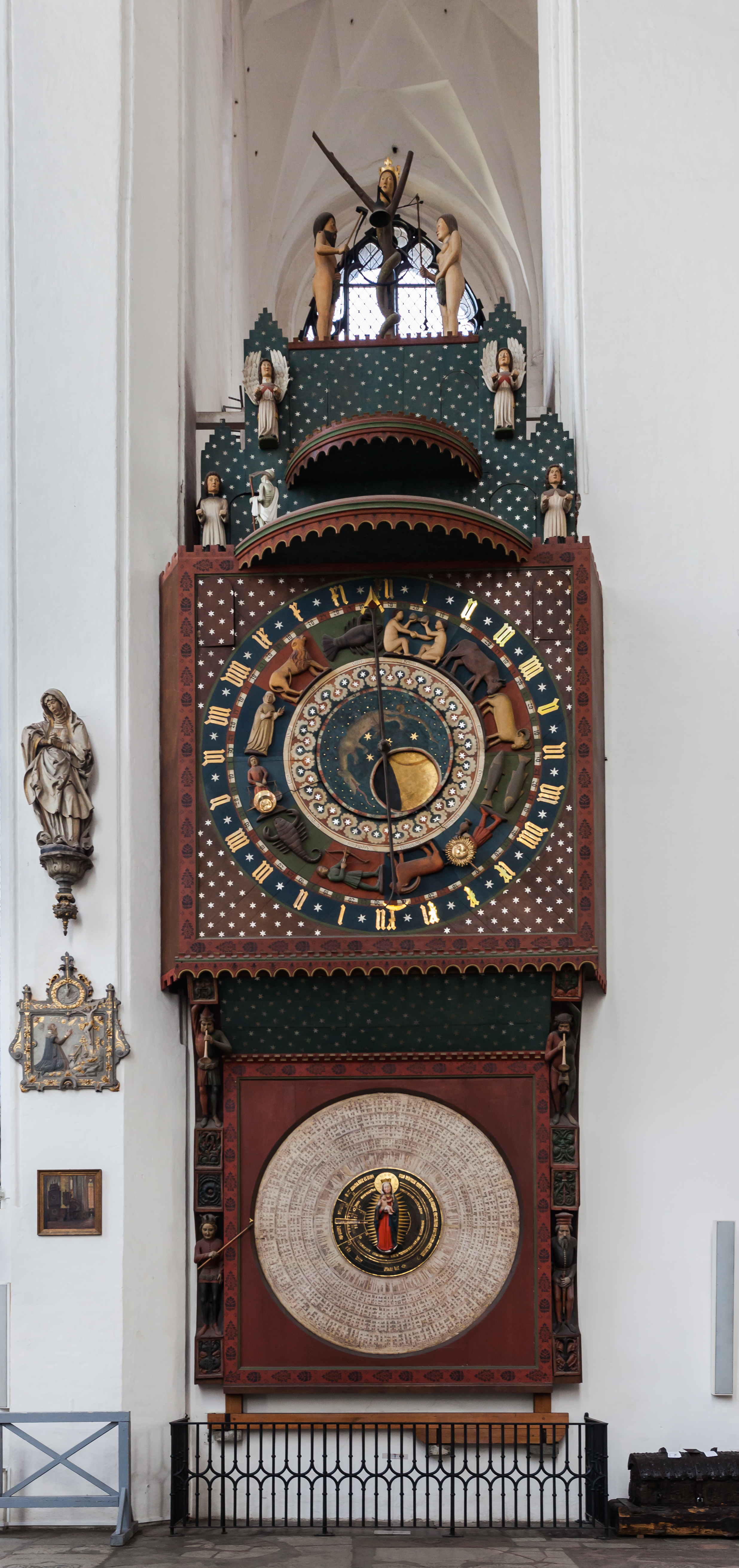
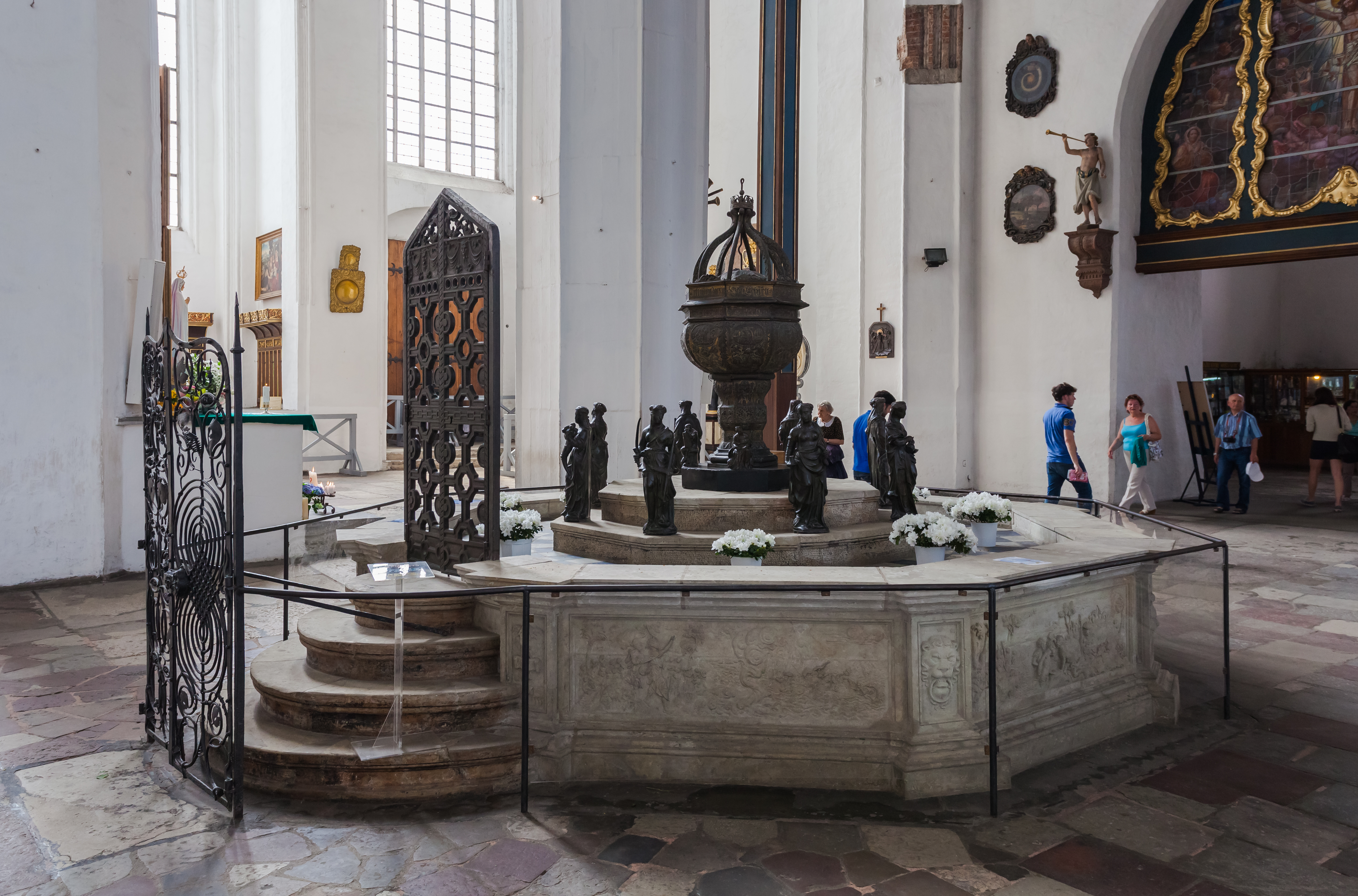
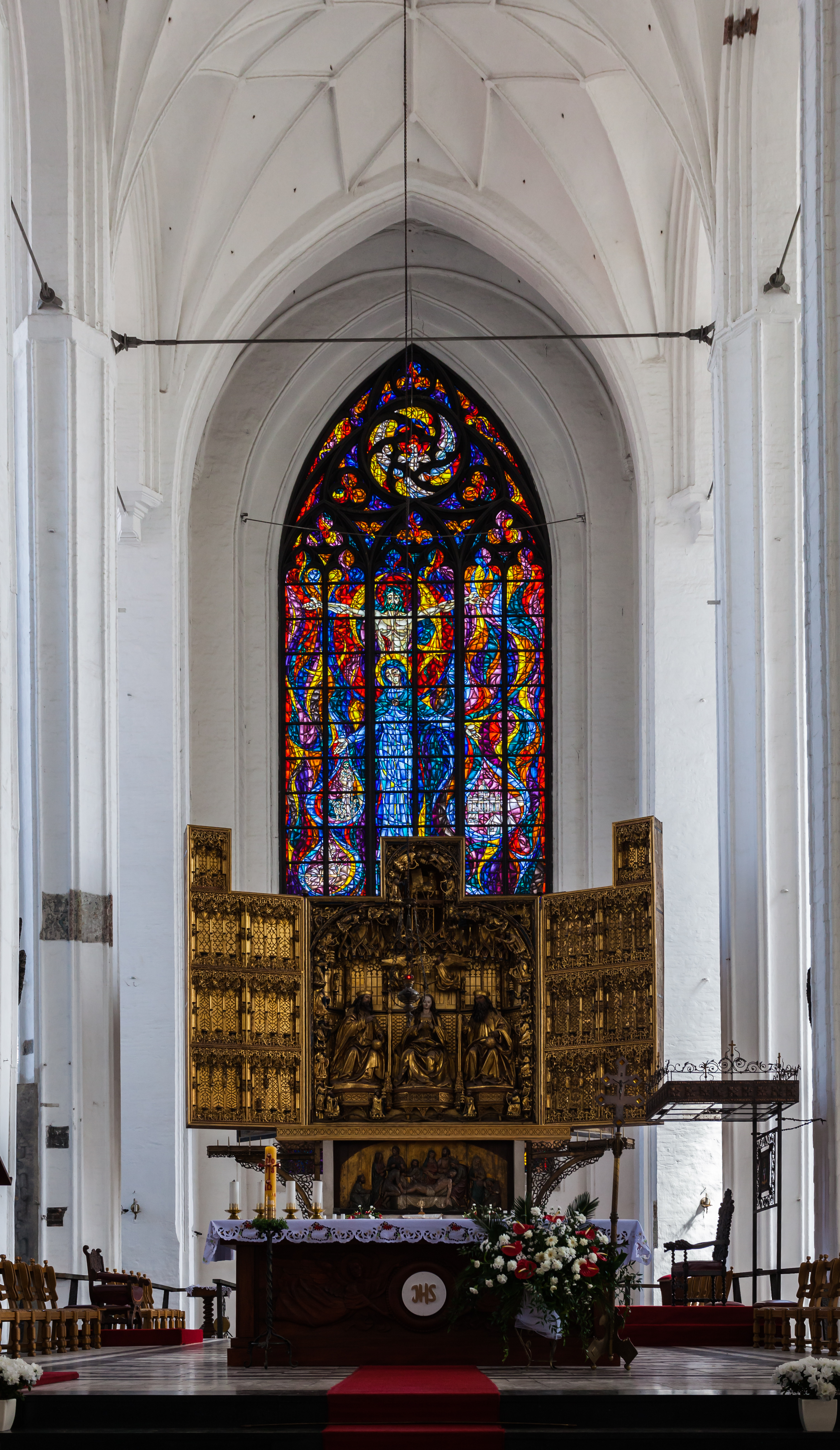